# Silbersee (Frielendorf)
Der Silbersee ist ein Tagebaurestsee nordöstlich der Gemeinde Frielendorf im Schwalm-Eder-Kreis in Hessen, Deutschland.

## Lage und Entstehung
Der Silbersee befindet sich am Nordrand des Knüllgebirges in rund 240 m ü. NHN. Das rund 8,2 ha große Gewässer entstand gegen Ende der 1960er-Jahre, als nach etwa 150 Jahren der Braunkohlen-Tagebau in der Gegend eingestellt und die Mulde zum Zwecke der Rekultivierung geflutet wurde.

## Heutige Nutzung
Unmittelbar um den See entstand das gleichnamige Feriendorf, eines der wichtigsten Fremdenverkehrsprojekte im Schwalm-Eder-Kreis. Das Gewässer wird als Badesee sowie als Angelrevier mit regelmäßigem Fischbesatz genutzt. Derzeit ist das Gewässer an den SFV Homberg 1939 verpachtet, der auch die Uferbereiche pflegt. Seit 1998 wird das Gelände um den Silbersee auch von Mountainbikern genutzt; heute gibt es einen ganzjährig befahrbaren Parcours mit Strecken unterschiedlicher Schwierigkeitsgrade.

## Wasserqualität
Das Wasser des Silbersees wird regelmäßig vom Hessischen Landesamt für Naturschutz, Umwelt und Geologie überprüft und hat derzeit eine sehr gute ökologische und Bade-, Freizeit- und Erholungsqualität. Er entspricht den Qualitätsanforderungen der EU-Badegewässerrichtlinie.

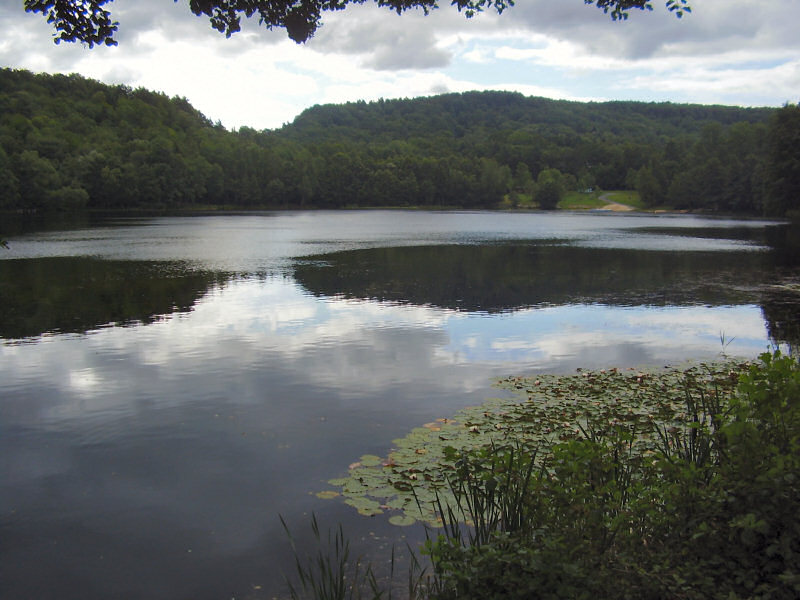
Silbersee
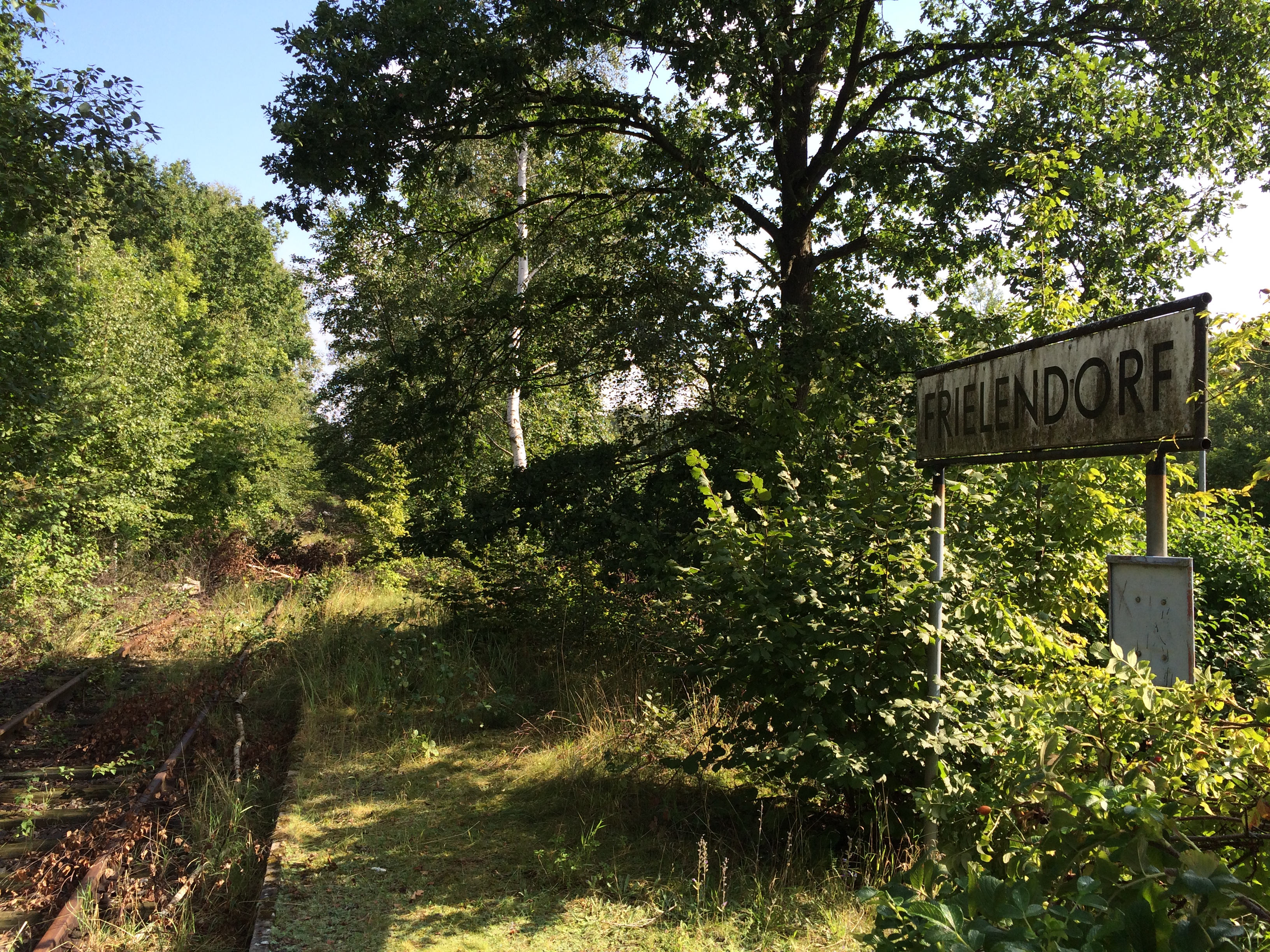
Ehemaliger Haltepunkt Frielendorf Silbersee